# Die Ölbergkinder
Die Ölbergkinder, vormals Ölbergkinderchor, sind ein Kinderchor aus Wuppertal. Der Chor vom Ölberg, einem Siedlungsgebiet in der Wuppertaler Nordstadt, hat seit seiner Gründung Anfang der 1980er Jahre zahlreiche LPs und CDs veröffentlicht.

## Geschichte
Der Chor entstand Anfang der 1980er Jahre aus einem privaten Engagement für Wuppertaler Schulkinder. Ziel des Chores ist bis heute weniger die musikalische Ausbildung der Kinder als ihre sinnvolle Beschäftigung und Begeisterung für Musik und Tanz.

## Werke
Ende der 1990er Jahre wirkte der Chor an einer Produktion von Humperdincks Oper Hänsel und Gretel am Schillertheater NRW mit.
Zu den Bewunderern des Kinderchores gehörte der ehemalige Bundespräsident Johannes Rau, der ihn laut eigenem Bekunden zu seinem „Lieblingschor“ erklärte. Mehrere Auftritte auf seinen Geburtstags- und sonstigen Feiern belegen das.
Konzerte bei einer UNICEF-Gala, beim Dalai Lama, auf Wohltätigkeits-Galas in Köln und auf dem Petersberg, eine Konzertreise nach Litauen mit Roswitha Dasch, mehrfache Auftritte im Bundeskanzleramt, über 950 Auftritte und mehr als 10.000 verkaufte CDs konnten seit Beginn verbucht werden.
Auf dem letzten Album Horch, was kommt von draußen rein (2007) haben unter anderem Kathy Kelly, 35sec., Lex Easy & the Mamboclub, Iris-Panknin-Band, Los 4 de la sala und Vladimir Burkhardt mitgewirkt.

## Diskographie
- 1984 MC, LP Kommt, wir gehen nach Betlehem
- 1987 MC, LP Komm und sieh!
- 1988 MC Alle Kinder auf der Welt
- 1990 MC Ja so was
- 1992 MC Herbei, Herbei
- 1993 CD, MC Tierisch gut drauf
- 1994 CD, MC Stallgeschichten
- 1996 CD Kinder, Kinder
- 1997 CD Roshinkess met Mandlen
- 2001 CD Heiße Weihnacht
- 2004 CD Homerun (Kelly Family)
- 2007 CD Horch, was kommt von draußen 'rein

## Compilations
- 1994 CD Bergische Weihnacht
- 1995 CD Good Times

## Mitwirkung bei Opernproduktionen im Schillertheater Wuppertal
- Ein Sommernachtstraum, Benjamin Britten, 1994
- Wozzeck, Alban Berg, 1995
- Cavalleria Rusticana, Pietro Mascagni, 1996
- Pagliacci, Ruggero Leoncavallo, 1996
- Hänsel und Gretel, Engelbert Humperdinck, 1997
- Der Rosenkavalier, Richard Strauss, 1998
- La Bohème, Giacomo Puccini, 1999

## Mitwirkung bei Schauspielproduktionen im Schillertheater Wuppertal
- Im Weißen Rössl, 1995
- Bugsy Malone, 1998, Musical, ausschließlich mit Kindern des Chores besetzt